# Nijushiho
 (juillet 2016).
Si vous disposez d'ouvrages ou d'articles de référence ou si vous connaissez des sites web de qualité traitant du thème abordé ici, merci de compléter l'article en donnant les références utiles à sa vérifiabilité et en les liant à la section « Notes et références ».
Nijushiho (24 pas) est un kata supérieur pratiqué dans les styles de karaté Shōtōkan-ryū, Shitō-ryū et Wadō-ryū.

## Description
L'origine du kata relève de l'usage de l'eau au cours des entraînements. Tout pratiquant devant se réhydrater au cours de ses exercices, en particulier en été, le pas glissé y est introduit alors que la surface sera toujours aussi rugueuse. À moins de se trouver dans une patinoire, on ne saurait perdre l'équilibre. On suppose donc que la surface n'absorbe pas cette quantité d'eau, et que l'on soit autorisé à glisser. 
Ces lieux de bains publics sont appelés Nagashi. La codification relate simplement la vie menée en ce lieu de bain public où l'eau doit être recyclée, bien que l'on ignore alors quel fut l'outil utilisé pour son dénominateur commun.
Le kata est également pratiqué en Tangsudo et s'appelle Sip Sa Bo en coréen. En raison de sa difficulté, le kata est réservé aux ceintures noires d'un niveau avancé, en vue de l'obtention du 3e dan ou 4e dan selon les écoles. Le kata signifie également les 24 pas.[réf. nécessaire]